# 赫科拉尼宫 (博洛尼亚)
赫科拉尼宫（Palazzo Hercolani）是一座洛可可或新古典主义风格的大型宫殿，位于博洛尼亚市中心的马焦雷街（Strada Maggiore）, 现在作为博洛尼亚大学政治学系的办公室。

## 历史

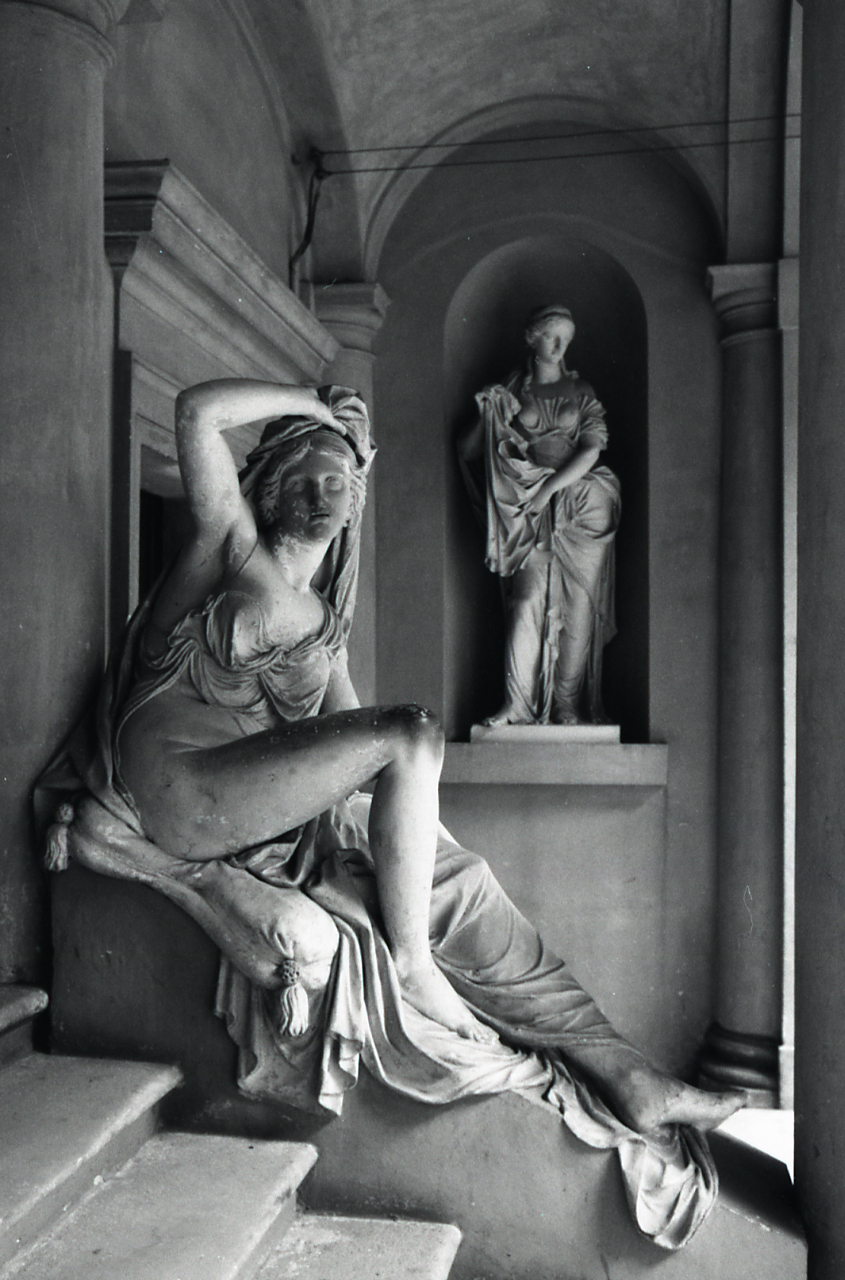
赫科拉尼宫的雕塑，保罗蒙蒂摄于1969年

我们今天看到的宫殿，是1785年由贵族菲利波·赫科拉尼委托的；建筑师是安杰洛·文图利。虽然立面是古典主义风格的，但是内部宏伟的大楼梯，和内部装饰，都是华丽的后期巴洛克或洛可可风格。在一楼有一个房间，有一幅可能由菲利波·佩德里尼创作的湿壁画《名声和人类天才》，描绘荷马、品达、赫西俄德和德谟克利特。两个房间的装饰是大卫·扎诺蒂的中国风风格。其他房间有乔万尼巴蒂斯塔弗鲁利, 路易吉·布萨蒂、安东尼奥·巴索利、盖塔诺·卡波内里、弗拉米尼奥·米诺齐、文森佐·马蒂内利和其他艺术家的装饰和绘画。
底楼有两个房间值得注意：新古典主义风格的黃道室，湿壁画可能是安东尼奥·巴索利的作品；而冬季花园室，有鲁道夫·范图齐绘制的 "林地" 。两个房间都俯瞰着宫殿的花园，在其鼎盛时期，曾有一个宏伟的大花园，部分法国式，部分英国式，装点着工厂和小山。